# Кзыл-Ялан
Кзыл-Ялан — деревня в Чистопольском районе Татарстана. Входит в состав Татарско-Толкишского сельского поселения.

## География
Находится в центральной части Татарстана на расстоянии приблизительно 9 км по прямой на юго-юго-восток от районного центра города Чистополь.

## История
Основана в 1925—1928-х годах выходцами из села Татарский Толкиш.

## Население
Постоянных жителей было: в 1938 — 550, в 1949 — 516, в 1958 — 402, в 1970 — 488, в 1979 — 406, в 1989 — 314, в 2002 — 337 (татары 100 %), 321 — в 2010.